# سیارک ۱۵۹۴۱
سیارک ۱۵۹۴۱ (به انگلیسی: 15941 Stevegauthier، نامگذاری:1997YX15) پانزده هزار و نهصد و چهل و یکمین سیارک کشف شده‌است که در ۲۹ دسامبر ۱۹۹۷ کشف شد.
قدر مطلق سیارک برابر ۳۲.۳ است.